# حرب الشرطة
حرب الشرطة هو مصطلح يعبر عن التنافس الشديد بين أحهزة الشرطة الأخرى. ينشأ هذا التنافس لأسباب مختلفة: عدم وضوح الأدوار، هيبة الخدمة، الشرف الشخصي، أنانية، الشعور بالتفوق، الخ. كذلك، تتعرض الشرطة بانتظام لضغوط قوية وكثرة اتصال مستمر مع مجرمين عنيفين.

## مثال
- التنافس بين لوسيان إيميه بلانك والمحافظ بروصاغ من أجل توقيف جاك مسرين
- العمل بين الشرطة و الدرك الوطني (فرنسا)
- عدم وجود تعاون بين أجهزة الشرطة في الولايات الأمريكية ومكتب التحقيقات الفدرالي.